# Erlensee
Erlensee is een stad in de Duitse deelstaat Hessen, en maakt deel uit van de Main-Kinzig-Kreis.
Erlensee telt 15.428 inwoners.
Op 1 januari 1970 fuseerden de gemeenten Rückingen en Langendiebach tot de nieuwe gemeente Erlensee. De naam van de gemeente kwam van het in Langendiebach gelegen meer Erlensee. Op 30 januari 2012 kreeg de gemeente stadsrechten.

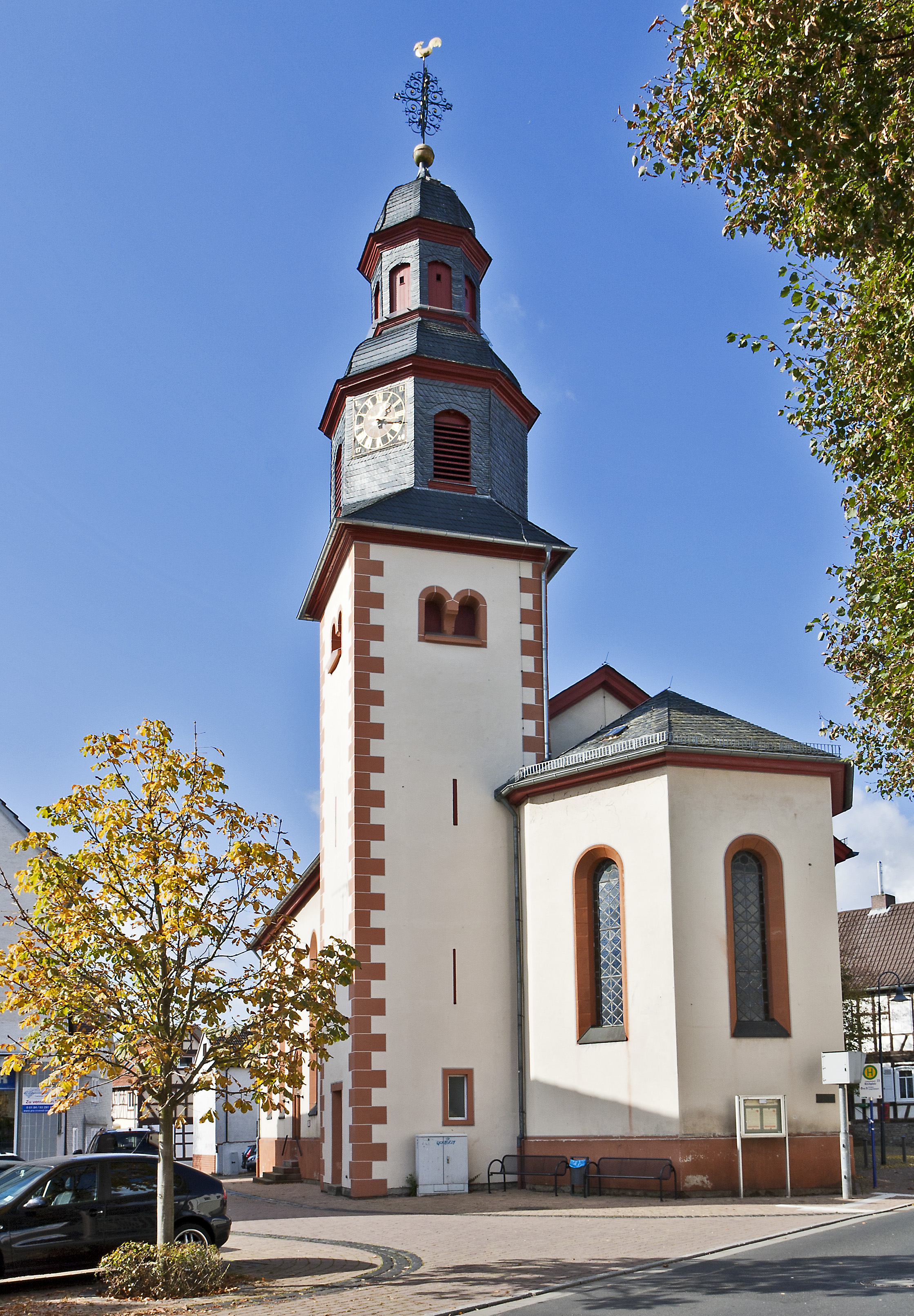
Kerk

Bad Orb · Bad Soden-Salmünster · Biebergemünd · Birstein · Brachttal · Bruchköbel · Erlensee · Flörsbachtal · Freigericht · Gelnhausen · Großkrotzenburg · Gründau · Hammersbach · Hanau · Hasselroth · Jossgrund · Langenselbold · Linsengericht · Maintal · Neuberg · Niederdorfelden · Nidderau · Rodenbach · Ronneburg · Schlüchtern · Schöneck · Sinntal · Steinau an der Straße · Wächtersbach